# 赵氏球蛛
赵氏球蛛（学名：Theridion zhaoi）为球蛛科球蛛属的动物。在中国大陆，分布于海南等地，常生活于山区草丛中。该物种的模式产地在海南尖峰岭。